# Intoxication par les champignons
 Mise en garde médicale
Les intoxications fongiques sont les intoxications causées par l'ingestion, l'inhalation de spores, ou rarement la simple manipulation, accidentelle ou volontaire, de champignons dits « supérieurs » (charnus, visibles à l'œil nu), qu'il s'agisse d'espèces sauvages ou cultivées. La science qui étudie la toxicité des champignons est la mycotoxicologie. On appelle plus précisément mycétisme, les intoxications alimentaires dues à des champignons supérieurs qui synthétisent et stockent des molécules (endotoxines) toxiques par ingestion pour l'homme et d'autres animaux (zootoxines).
En plus des aspects cliniques et de la recherche de moyens diagnostiques et thérapeutiques, la recherche en mycotoxicologie étudie et analyse expérimentalement la toxicité des médicaments humains ou vétérinaires ainsi que les préparations alimentaires à base d'organismes fongiques, avant leur commercialisation.
Comme son nom l'indique, la mycotoxicologie tente également de réunir l'information détenue par les toxicologues qui traitent les intoxiqués, et celle détenue par les mycologues (parmi lesquels figure traditionnellement une forte minorité de pharmaciens et médecins), conformément à l'esprit de l'ancienne mission de prévention des intoxications dévolue aux sociétés mycologiques. Les premiers connaissant les symptômes et atteintes présentés mais pas l’espèce responsable, et inversement.
Comme aimait le dire Gary Lincoff (en) : « Tous les champignons sont comestibles… au moins une fois » (aphorisme attribué à tort à Coluche). Le Dr Lucien Giacomoni, répète à l’envi que les comestibles sont « les moins toxiques de tous » (ainsi que l’écrivit Roger Heim). La frontière entre les comestibles et les toxiques peut ainsi paraître très floue.
Les intoxications les plus bénignes se manifestent par des douleurs abdominales, des nausées, etc., entre un quart d'heure et deux heures après la consommation. « Les syndromes d'intoxication les plus graves se manifestent en moyenne six heures après l'ingestion », voire plus. La mycotoxicologie identifie 12 types d'intoxication, dits syndrome, provoqués par l'ingestion de champignons. Mais au-delà de leur toxicité intrinsèque, les champignons ont aussi une toxicité acquise liée à leur environnement à l'instar de la radioactivité et des métaux lourds.
D'une manière générale, afin d'éviter tout empoisonnement fongique, le cueilleur de champignon mycophage (on parle vulgairement de casseroleur ou casserolier) doit prendre soin de déterminer ou faire déterminer parfaitement sa récolte, à éviter les lieux pollués, à cueillir correctement ses carpophores en entier, à les cuire suffisamment et à les consommer en quantité modérée.

## Épidémiologie

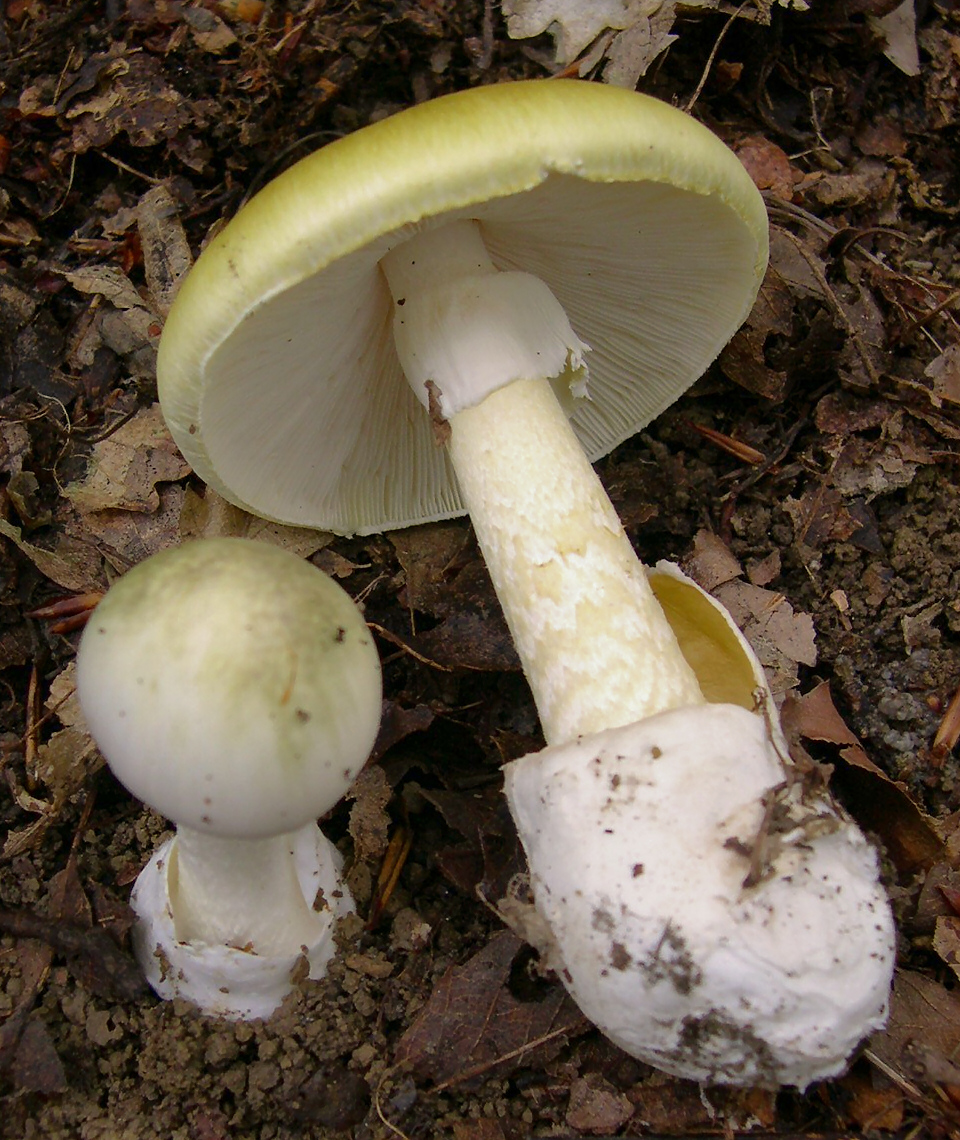
Photo d'Amanita Phalloides

Parmi les milliers d'espèces de champignons supérieurs décrites à travers le monde (dont près de 800 espèces nouvelles par an), une centaine d'espèces sont considérées comme toxiques à des degrés variables, seules 32 sont impliquées dans des intoxications mortelles, et 52 contiennent des toxines graves et significatives.
Dans le monde, les intoxications par consommation de champignons sauvages sont en augmentation, on compte plusieurs centaines de décès chaque année, la plupart des cas mortels sont dus à l'ingestion d'Amanita phalloides.
Les intoxications par champignons sont fréquentes en France, où les cueilleurs amateurs sont nombreux, de par une tradition mycophagique des pays latins et slaves. Chaque année, entre mille et deux mille intoxications, responsables de 2 à 5 décès, sont enregistrés par les centres antipoison français.
La grande majorité des intoxications se produit en automne, en France entre la fin septembre et la mi-octobre, lorsque les pluies abondantes et une température encore douce favorisent la fructification du mycélium. Cependant quelques espèces peuvent se développer en plein été, et le pic des intoxications peut être avancé à la fin août lors d'un été pluvieux.
Il s'agit le plus souvent d'intoxications familiales ou collectives accidentelles. Des études épidémiologiques (fin XXe siècle) ont montré que dans 70 % des cas, les victimes sont des mycophiles non encadrés ou des apprentis mycologues surestimant leurs connaissances, et dans les autres 30 % des mycophages au niveau socio-culturel très bas ou des étrangers ayant peu accès aux organes de prévention.
Les intoxications volontaires (toxicomanes à la recherche de champignons hallucinogènes) sont rares, et les intoxications criminelles et suicidaires sont exceptionnelles.

## Causes
La plupart des intoxications sont dues à l'ingestion de champignons mal identifiés ou indéterminés à cause de méconnaissances ou de croyances erronées.
Par exemple, il était courant dans la France du XIXe siècle de penser qu'un champignon vénéneux noircissait l'argent, l'oignon, le persil et la moelle de sureau lorsqu'ils étaient plongés dans l'eau bouillante contenant le dit-champignon. Une croyance, qui après expérimentation, s'avère fausse. Dans le même ordre d'idées, la théorie selon laquelle un champignon ébouillanté n'est plus toxique n'est pas généralisable. Fonctionnant pour les molécules thermolabiles de l'Amanite rougissante, cette règle est par exemple fausse pour l'Entolome livide. En Italie, on a utilisé des chats comme goûteurs. Outre son caractère cruel, cet acte n'est pas efficace pour déterminer la toxicité d'un champignon, le système digestif du félin étant différent du nôtre et le temps d'incubation peut être trop long pour l'expérimentation. Pour la même raison, ce n'est pas parce qu'un champignon est consommé sans symptômes visibles par un escargot ou un loir, une souris ou des insectes qu'il n'est pas toxique. Il est également courant de penser que la Nature avertit de la toxicité d'un champignon par une couleur vive (théorie du signal honnête et aposématique). Cette règle est aussi fausse ; l'Amanite des Césars et le Laccaire améthyste, aux couleurs vives, sont de bons comestibles quand les ternes Amanite panthère et Paxille enroulé sont extrêmement toxiques. De même, il est faux de croire que les champignons s'oxydant rapidement sont toxiques ; le Bolet à pied rouge, fortement bleuissant, est par exemple considéré comme un très bon comestible et le phénomène d'oxydation n'a rien à voir avec une quelconque toxicité. Au contraire, la plupart des espèces toxiques, et surtout les mortelles, présentent une chair immuable. Encore, les idées selon laquelle les champignons des près, poussant sur le bois en décomposition ou sur des plantes vivantes ne sont pas toxiques sont fausses et dangereuses. Enfin, l'avancée scientifique se heurte parfois à l'inertie des usages ; c'est par exemple le cas du Tricholome équestre qui, bien reconnu comme toxique depuis les années 2000, est encore consommé dans les années 2010 en France. Aussi, pour éviter des mauvaises déterminations, il est traditionnellement conseillé de faire vérifier son panier par son pharmacien, qui avisera ou transmettra.
La majorité des cas d'empoisonnements par ingestion de champignons ne sont pas fatals, et la plupart des cas extrêmement graves sont attribués à l'Amanite phalloïde.
Environ une douzaine de syndromes d’intoxication (toxidromes) étaient décrits jusqu’au début des années 1990, classiquement distingués entre syndromes à latence courte (moins de 6 heures) et syndromes à latence longue (plus de 6 heures). Cette règle des 6 heures a été établie afin de pouvoir évoquer suffisamment tôt l’éventualité d’un syndrome phalloïdien (de latence longue et potentiellement mortel) et mettre en œuvre rapidement une réanimation.
Depuis les années 1990, une demi-douzaine de nouveaux syndromes, tous à latence longue, ont été décrits dans le monde. La plupart sont rares ou non décrits en France.
Il n'y a généralement pas de corrélation entre la toxicité d'un champignon et sa position taxinomique. La toxicité ou la comestibilité n'étant pas un caractère propre à un taxon en particulier : elle varie considérablement entre les différentes espèces d'un même genre et, entre champignons toxiques du même genre, des espèces différentes peuvent contenir des toxines différentes et produire des syndromes cliniques différents.

## Syndromes à incubation courte
Après une incubation de durée inférieure à 6 heures (le plus souvent d'une demi-heure à 3 heures), l'intoxication est généralement bénigne et de pronostic favorable. C'est le cas le plus fréquent en France, représentant plus de 90 % des intoxications aigües par champignons.
Dans la majorité des cas, ces syndromes se traduisent par un tableau de gastro-entérite, soit isolé (syndrome résinoïdien), soit avec des troubles neurosensoriels et neurovégétatifs surajoutés (syndrome muscarinien et autres).
Le traitement repose sur la correction des pertes digestives et d'éventuelles mesures spécifiques selon les cas. Au moindre doute sur la durée d'incubation, une hospitalisation s'impose pour surveillance (ingestion de champignon toxique au cours de deux repas successifs, ou ingestion de plusieurs espèces toxiques à durées d'incubation différentes).

### Syndrome résinoïdien
Ce syndrome représente 60 % des intoxications par les champignons. Il s'agit d'un tableau de gastro-entérite isolée : nausées, vomissements, douleurs abdominales et diarrhées. L'intensité des troubles est variable, pouvant persister de 12 à 48 heures. Le traitement associe une réhydratation (correction d'une déshydratation) et des anti-émétiques. Les personnes fragiles (enfant, femme enceinte, personne âgée) sont hospitalisées.
De nombreux champignons sont responsables de ces gastro-entérites : agaric jaunissant, clavaire doré, russule émétique, hypholome en touffe... qui entraînent des troubles relativement bénins. D'autres sont responsables de troubles plus graves : pleurote de l'olivier, entolome livide, bolet Satan, clitocybe illusoire.
Il peut s'agir de champignons habituellement comestibles, mais ingérés en quantité excessive (excès de chitine, tréhalose, mannitol...), consommés crus, ou altérés par le froid, l'humidité, la maturation.
Il est possible qu'une partie de ces troubles soient liées à la nature indigeste du champignon. Les toxines de ce syndrome sont pour la plupart non-identifiées, en ayant un effet laxatif. Des champignons contiennent des toxines nouvelles ou mal connues : illudine, bolesatine, fasciculols, crustulinols, triterpènes… présentes dans une trentaine d'espèces dont Lampteromyces japonicus (Japon, Chine, Corée, Sibérie) (Voir : Liste de champignons toxiques) 
Le Déficit en tréhalase cause une diarrhée osmotique ou de fermentation : tréhalose.

### Syndrome muscarinien
Également appelé sudorien ou cholinergique, il est le deuxième plus fréquent des syndromes à incubation courte (25 à 30 % des cas d'intoxications par les champignons). Il est dû à la muscarine, qui induit notamment la contraction des muscles lisses et l'hypersécrétion des glandes exocrines (sueur, salive et larmes). Le syndrome intervient de quelques minutes à 3 heures après ingestion, parfois avant même la fin du repas.
Aux troubles digestifs habituels s'ajoutent des crampes abdominales, et un syndrome fait de sueurs profuses (certains intoxiqués pouvant perdre plusieurs kilos en l'espace d'une nuit), larmoiements et rhinorrhées, des troubles cardiovasculaires (bradycardie, hypotension) et un myosis. Ces symptômes régressent spontanément après 2 à 6 heures.
L'atropine est l'antidote spécifique et les intoxications les plus sévères peuvent conduire à l'admission en réanimation. L'âge élevé et des antécédents de maladies cardiaques sont des facteurs de gravité.
La muscarine a été initialement isolée de l'Amanite tue-mouches (Amanita muscaria), bien que ce champignon en contienne trop peu pour être nocif. En revanche, une quinzaine de clitocybes (particulièrement les petites espèces blanches proches du clitocybe blanchi, Clitocybe rivulosa) et une quarantaine d'inocybes (principalement l'inocybe de Patouillard, Inocybe erubescens) contiennent assez de toxine pour induire le syndrome. D'autres champignons ont pu occasionnellement provoquer des signes muscariniques sans que la muscarine n'ait été détectée, comme le faux clitocybe lumineux (Omphalotus illudens) ou le mycène pur (Mycena pura). Au Japon, des intoxications similaires ont été rapportées à la suite de la consommation d'un entolome, Entoloma rhodopolium.

### Autres
Ils sont beaucoup plus rares.

#### Syndrome coprinien

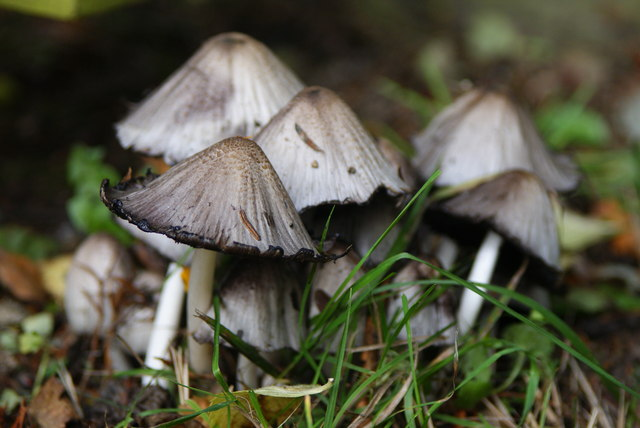
Le coprin noir d'encre (Coprinopsis atramentaria) est comestible si on s'abstient de consommer des boissons alcoolisées durant le repas et dans les 5 jours qui suivent.

Ce syndrome est très proche de l'effet Antabuse et ne se produit que lorsqu'il y a consommation concomitante d'alcool. En effet, la toxine appelée coprine bloque l'enzyme acétaldéhyde déshydrogénase impliquée dans le métabolisme de l'alcool et conduit à une accumulation d'acétaldéhyde. L'intoxication dépend de la chronologie d'ingestion des champignons et de la prise d'alcool et peut se produire avec une intensité et des délais variables (pendant ou après l'ingestion de champignon, jusqu'à 24-36 heures).
Entre 30 minutes et 2 heures après consommation d'alcool survient un malaise avec bouffées de chaleur, maux de tête, érythrose cutanée, sueur, tachycardie, hypotension, et parfois des vertiges, nausées et vomissements. Les symptômes régressent en quelques heures sans qu'un traitement soit généralement nécessaire. Au traitement des symptômes peut être associé un β-bloquant. La consommation d'alcool est à proscrire pendant 3 à 5 jours.
La coprine a été initialement découverte dans le coprin noir d'encre (Coprinopsis atramentaria), puis dans d'autres espèces proches (Coprins américains). D'autres champignons, comme le clitocybe à pied en massue (Ampulloclitocybe clavipes), le bolet blafard (Boletus luridus) ou la pholiote écailleuse (Pholiota squarrosa), ont été impliqués dans de rares cas similaires sans que la coprine n'ait été identifiée,.

#### Syndrome panthérinien
Ce syndrome à incubation courte est également appelé mycoatropinien ou anticholinergique. La mise en cause de l'amanite tue-mouches a conduit par le passé à le qualifier de « syndrome muscarien », mais ce terme est désormais abandonné car il était la source de confusion avec le syndrome muscarinien.
Il débute entre 30 minutes et 3 heures après ingestion. Les troubles digestifs sont modérés, mais se surajoutent des troubles neuropsychiatriques : agitation euphorique puis anxieuse avec délire et hallucinations. Parfois aussi une ataxie, une mydriase, des paresthésies et des tremblements pouvant aller jusqu'au coma convulsif, précèdent la phase de dépression avec prostration et somnolence. Les troubles régressent en 8 à 12 heures, parfois avec une amnésie rétrograde.
Les toxines impliquées franchissent la barrière hémato-encéphalique en exerçant une action excitatrice, puis elles subissent une dégradation dans un deuxième temps avec une action inhibitrice. Il s'agit des dérivés isoxazoles : l'acide iboténique, agoniste du glutamate, semble responsable de la phase d'excitation, et son dérivé, le muscimole, de la phase dépressive (par agonisme GABA-ergique). D'autres substances isolées, comme la muscazone, sont encore à l'étude.
L'amanite panthère (Amanita pantherina) en contient deux à trois fois plus que l'amanite tue-mouches (Amanita muscaria) et provoque une intoxication plus sévère. D'autres espèces d'amanites sont également impliquées, comme l'amanite jonquille (Amanita gemmata), dont la toxicité semble pourtant variable.
L'ingestion, le plus souvent accidentelle, peut être aussi volontaire à des fins récréatives (recherche d'un effet hallucinogène).

#### Syndrome psilocybien
Également appelé narcotinien. C'est une intoxication le plus souvent volontaire chez des toxicomanes. Elle est causée notamment par des tryptamines, nommés psilocybine et psilocine, agissant sur les récepteurs sérotoninergiques. Les champignons en cause sont principalement des espèces du genre Psilocybe, Panaeolus, Pholiotina et Stropharia, classées comme stupéfiants et dont la possession et le transport sont passibles de sanctions pénales (arrêté du 22 février 1990).
Les symptômes provoqués sont proches de ceux observés avec le LSD et varient considérablement selon le contexte, ils commencent de 5 à 30 minutes après ingestion. Le sujet présente un état d'ébriété et de confusion avec onirisme, qui se manifeste par une euphorie et une exacerbation (hyperesthésie) des sensations visuelles, auditives et tactiles, avec hallucinations, perturbation de la notion de temps et d'espace, ainsi que des troubles de l'humeur et du cours de la pensée. Ils peuvent être accompagnés d'angoisse, de panique, et de confusion mentale.
Sur le plan somatique, des nausées et vomissements, des céphalées, des vertiges et une mydriase ne sont pas rares. L'évolution de ce syndrome est le plus souvent régressive en 4 à 6 heures, mais des convulsions et comas ont été observés lors d'intoxications accidentelles chez de jeunes enfants.
Du fait de leur puissant caractère hallucinogène, les champignons à psilocybine peuvent causer des accidents psychiatriques graves au cours d'une intoxication (réactions aigües de panique ou de paranoïa avec passage à l'acte). Des troubles psychiatriques persistants, longtemps après l'intoxication, ont été signalés comme avec le LSD.

## Syndromes à incubation longue
Une durée d'incubation longue, supérieure à 6 heures, indique une intoxication potentiellement grave, pouvant nécessiter une prise en charge en milieu de réanimation. Ces intoxications graves, parfois mortelles, sont provoquées par des toxines qui détruisent les cellules nobles du foie ou du rein.
Trois toxines sont incriminées : les amatoxines (syndrome phalloïdien), l'orellanine (syndrome orellanien), et la gyromitrine (syndrome gyromitrien).

### Syndrome phalloïdien
Il doit être suspecté chaque fois que le délai « ingestion-symptômes » dépasse 6 heures, le diagnostic précoce et l'hospitalisation d'urgence en réanimation étant essentiels.
Ce syndrome survient en trois phases, pour aboutir à une insuffisance hépatocellulaire aiguë, finalement irréversible. En Europe septentrionale, il est responsable de la quasi-totalité des décès imputables aux champignons supérieurs (90 à 95 % des décès dus à une intoxication par les champignons,). Bien qu'il n'y ait pas d'antidote à ce jour, le taux de décès qui était de 50 % avant les années 1965 a été réduit à 15 % (10 % chez l'adulte et 30 % chez l'enfant), avec les progrès de la réanimation, du traitement et la transplantation.
La principale espèce responsable est de loin Amanita phalloides (plus de 90 % des cas de syndrome phalloïdien), suivi de  Amanita verna et Amanita virosa (voir aussi la liste des champignons toxiques). Trois genres de champignons peuvent causer le syndrome phalloïdien Amanita (9 espèces), Lepiota (24 espèces) et Galerina (9 espèces).

#### Toxines
Les principales toxines sont des octapeptides cycliques : amatoxines comme l'α-amanitine et β-amanitine, responsables du processus hépatotoxique. Leur DL est de 0,1 mg/kg chez la souris, soit chez l'homme 30–50 g d’amanite phalloïde, 100 g de lépiotes, ou 150 g de galères.
D'autres toxines sont des heptapetides cycliques, les phallotoxines (phalloïne, prophalloïne, phallisine, phallacine, phallicidine, phallisacine, et surtout la phalloïdine), qui sont responsables de l'atteinte gastro-intestinale. Bien que toxiques pour le foie (destruction du réticulum endoplasmique et des mitochondries hépatocytaires), elles ne sont pas absorbées par le tube digestif. Ses liaisons avec l’actine augmentent la perméabilité membranaire, cause d'œdème et de mort cellulaire. La phallolysine (ex phalline), thermolabile (se dégradant à la cuisson), provoque une hémolyse chez l’animal.
Enfin, les virotoxines : alaviroïdine, viroïsine, déoxoviroïsine, viroïdine, déoxoviroïdine, sont non absorbées par voie digestive, et fortement toxiques par voie parentérale, mais leur rôle est encore mal connu.

#### Clinique
Au bout d'une latence moyenne de 10 à 12 heures (extrêmes 7 à 48 heures), asymptomatique, mais au cours de laquelle s'installent les lésions intestinales et hépatiques, 2 ou 3 phases ou syndromes se succèdent, :
- Phase d'attaque digestive au jour 1 : caractérisée par des nausées, des vomissements violents et incoercibles, des douleurs abdominales et des diarrhées cholériformes (ressemblant à celles du choléra) pouvant persister jusqu'au 10e jour. À ce stade, une déshydratation importante, une hypovolémie et une insuffisance rénale fonctionnelle peuvent survenir et provoquer un décès précoce au 3e ou 4e jour.
- Phase de rémission clinique au jour 2 : régression des symptômes digestifs entre la 36e et la 48e heure, masquant le début de l'insuffisance hépatocellulaire (élévation insidieuse mais considérable des transaminases, qui culminera au 5e jour)
- Phase d'atteinte hépatique au jour 3 ou 4 : hépatite clinique avec hépatomégalie et ictère, auxquels s'associent parfois à partir du 4-5e jour, insuffisance rénale aiguë, hémorragie digestive, encéphalopathie hépatique, et hypoglycémie.

Le pronostic est lié à la gravité de l'hépatite, qui n'est pas corrélée au taux des transaminases, mais à la présence de facteurs péjoratifs : jeune âge (mortalité deux à trois plus forte chez l'enfant), chute des facteurs de coagulation (facteur V, prothrombine), survenue d'une insuffisance rénale ou d'une encéphalopathie.
Les formes graves d'intoxication évoluent soit vers la guérison en 4 à 8 semaines, soit vers le décès dès le 6e jour, plus généralement dans la deuxième semaine.

#### Traitement
Pour l'historique, voir le fameux "protocole" du Dr Pierre Bastien,, aujourd'hui largement délaissé par les centre Antipoisons et parfois considéré par certains journalistes comme pseudo-scientifique.
La précocité du traitement joue un rôle important dans le pronostic. Dans les heures qui suivent l'ingestion, le lavage gastrique et la prescription d'émétiques, puis la prescription de charbon activé et l'aspiration duodénale sont recommandées ou proposées.
Le traitement de l'hépatite est symptomatique, faisant appel à des techniques de réanimation. La pénicilline G aurait un rôle protecteur par un mécanisme mal connu, de même que la silibinine. D'autres traitements sont en discussion. En cas d'atteinte hépatique très grave, le patient peut être inscrit sur un programme de transplantation hépatique d'urgence,.

### Syndrome orellanien

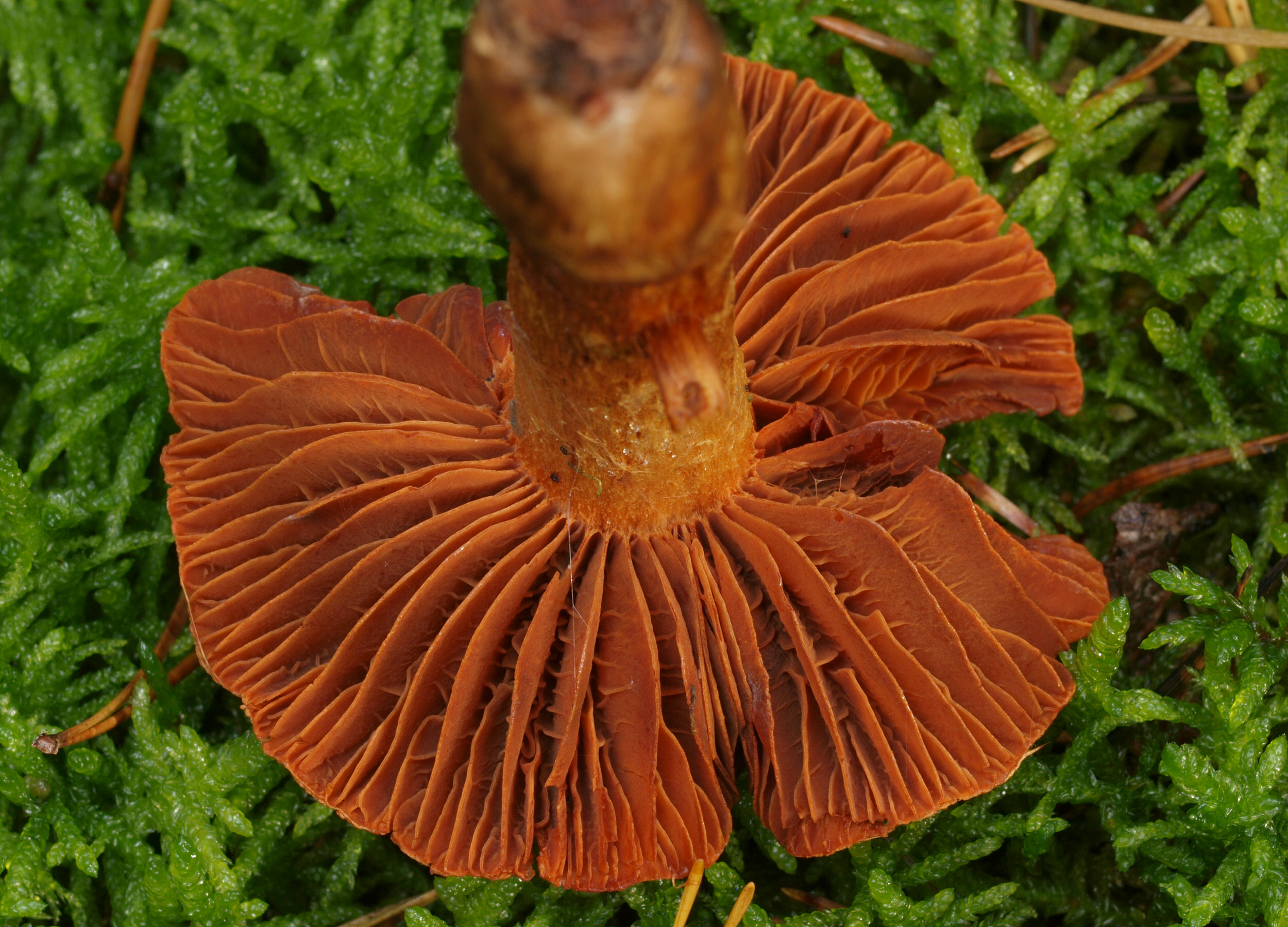
Le cortinaire couleur de rocou (Cortinarius orellanus).

Il s'agit d'un autre syndrome à incubation longue due à une toxine appelée orellanine, un composé bipyridyle. Les espèces responsables sont principalement le cortinaire couleur de rocou (Cortinarius orellanus), qui a donné son nom à la toxine et au syndrome, ainsi qu'une espèce proche, Cortinarius speciosissimus. D'autres cortinaires ont été incriminés (Cortinarius splendens et Cortinarius cinnamomeus), mais elles n'ont montré aucune trace d'orellanine.
La latence est très longue, la première phase gastro-intestinale peut survenir entre 12 heures et 14 jours après ingestion, d'où des difficultés d'en déterminer l'origine. Elle se caractérise par des troubles digestifs (vomissements, nausées, diarrhée), ainsi que des sensations de brûlure de la bouche et une soif intense. La deuxième phase apparaît après un délai de 4 à 15 jours sous la forme d'une insuffisance rénale aiguë par néphrite interstitielle. Dans certains cas, ces atteintes évoluent vers l’insuffisance rénale chronique nécessitant des hémodialyses et parfois transplantation rénale.

### Syndrome gyromitrien

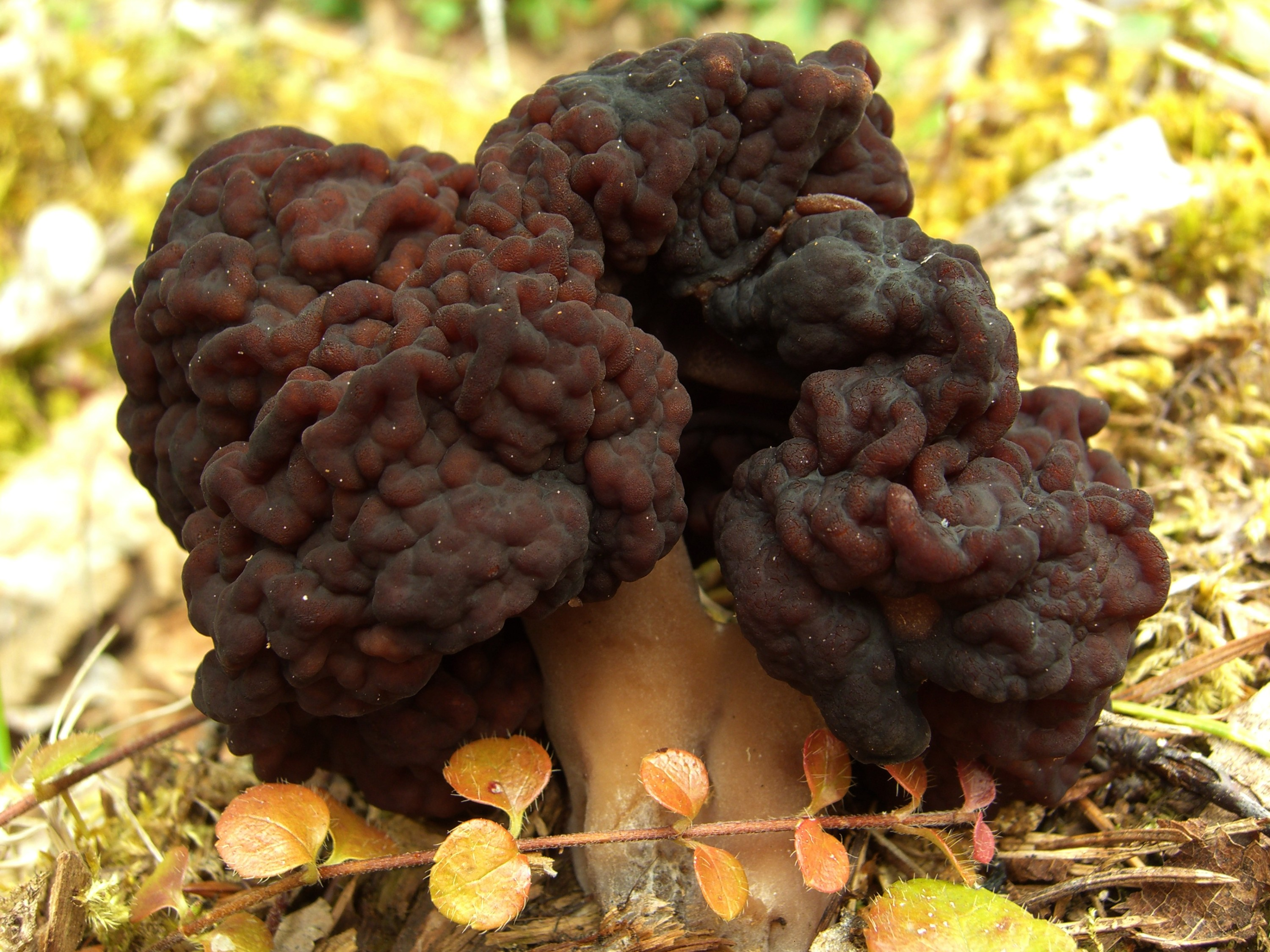
La fausse morille (Gyromitra esculenta).

C'est également un syndrome à incubation longue, qui s'apparente au syndrome phalloïdien par une atteinte hépatique et une évolution en plusieurs phases.
La principale toxine impliquée est la gyromitrine, bien que huit autres toxines aient été identifiées. La gyromitrine est hydrolysée en méthylhydrazine, responsable d'un syndrome hépatorénal sévère, de plus elle est antagoniste de la vitamine B6 entrainant des troubles neurologiques par déficit en GABA.
La gyromitrine a été mise en évidence dans les gyromitres, ou « fausses morilles », principalement Gyromitra esculenta et espèces proches (Gyromitra gigas, et autres). La confusion avec les « vraies » morilles est peu probable, et la consommation volontaire reste la cause la plus fréquente du syndrome gyromitrien.
Le début des troubles est brutal et survient entre 6 et 12 heures après l'ingestion. Il est marqué par une asthénie, des vertiges, des céphalées, des douleurs abdominales, des vomissements et parfois des diarrhées. Ces signes persistent 1 à 2 jours (parfois une semaine), puis s’amendent progressivement.
Les formes graves sont caractérisées par des troubles neurologiques (convulsions, coma), des troubles métaboliques (hypoglycémie, acidose métabolique), et par l’apparition, au 2e ou 3e jour, d’une cytolyse hépatique qui peut être sévère. L’atteinte rénale est indirecte, par hémolyse intravasculaire aiguë, associée à un déficit enzymatique érythrocytaire.
Le traitement consiste en une prise en charge symptomatique des troubles digestifs et de l’atteinte hépatorénale, associée à l’administration intraveineuse de vitamine B6 .

## Autres syndromes
Depuis la fin du XIXe, de nouveaux syndromes sont décrits, plus ou moins proches des principaux déjà connus, et provoqués par des espèces de champignons ignorées jusqu'à présent ou extra-Européennes, en rapport ou non avec de nouvelles toxines identifiées.

### Syndrome proximien
Les champignons responsables sont l'Amanite à volve rousse en Europe, Amanita smithiana en Amérique du Nord, et Amanita  pseudoporphyria au Japon. Ce syndrome est proche du syndrome orellanien avec des délais d'apparition un peu plus court, et de grandes variations individuelles. L'évolution de l'atteinte hépatique et rénale est en général favorable,.

### Syndrome acromélalgien

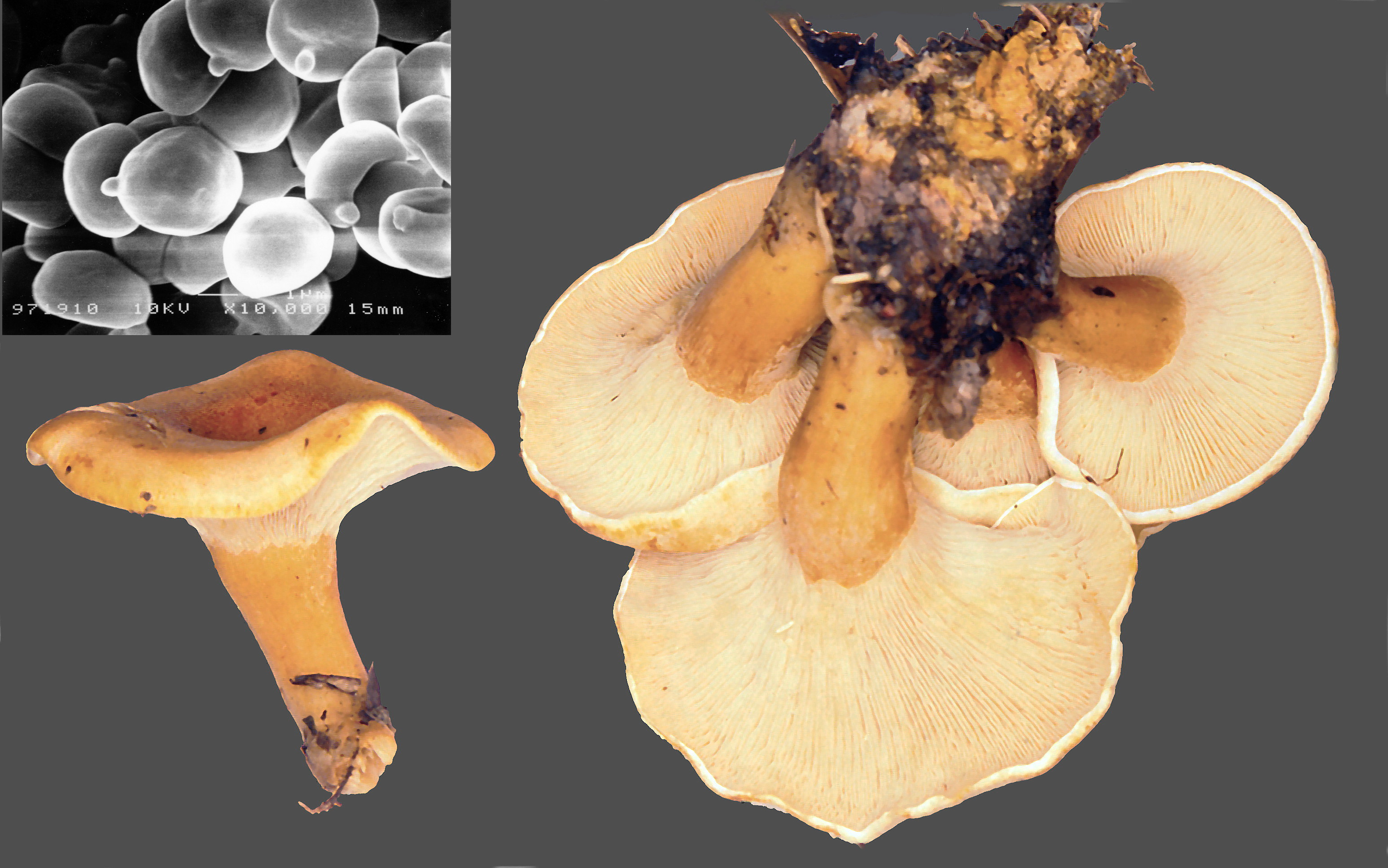
Clitocybe acromelalga, espèce japonaise provoquant le syndrome acromélalgien.

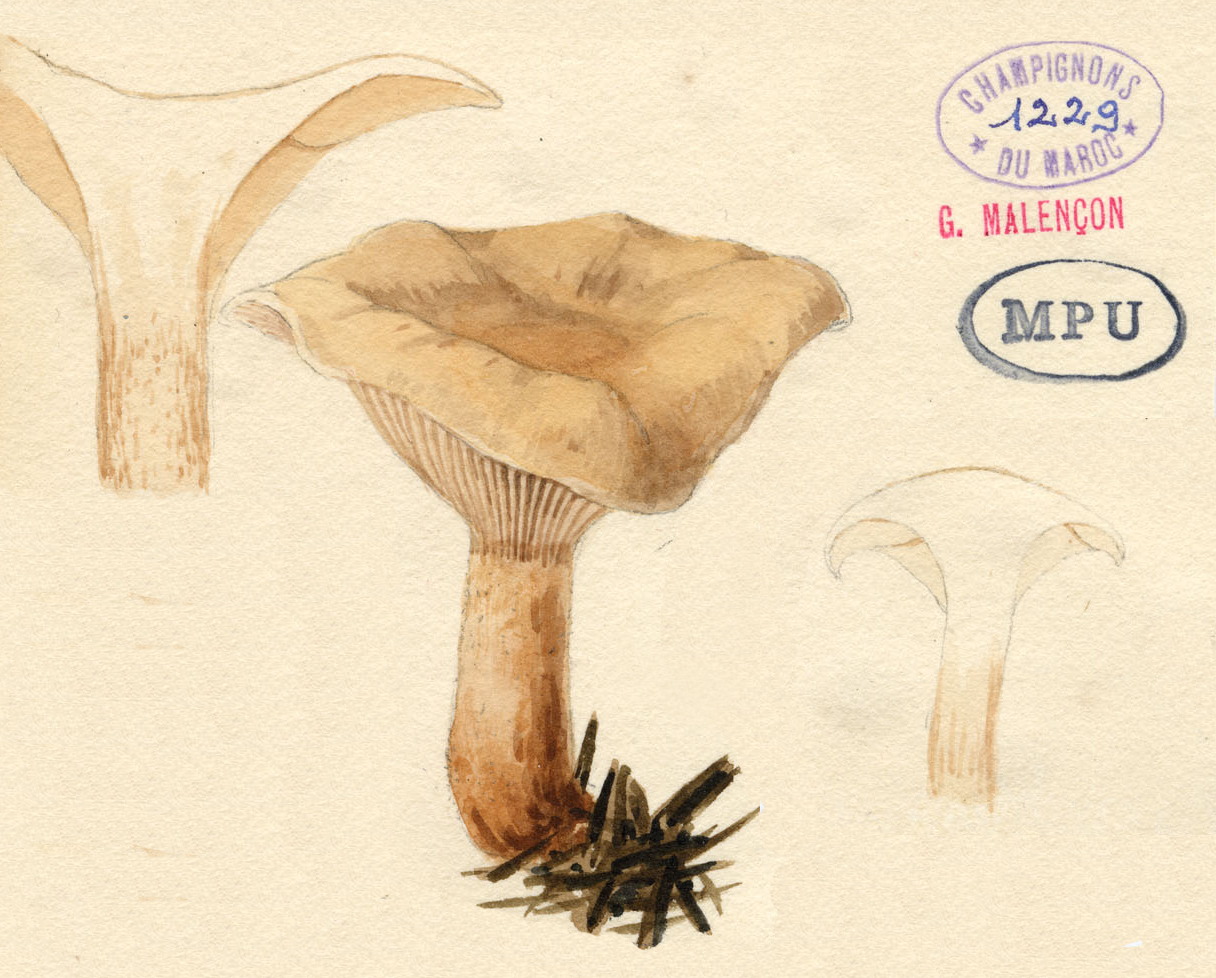
Clitocybe à bonne odeur (Clitocybe amoenolens) : espèce du pourtour méditerranéen dont les premiers symptômes ont été identifiés en France en 1996.

Le syndrome acromélalgien (ou érythromelalgien) est un acrosyndrome très douloureux provoquant une sensation de brûlure en mimant une érythermalgie des extrémités. Cette intoxication fongique est connue du Japon depuis la fin du XIXe siècle et de France depuis 1996.
Le champignon responsable pour le Japon est identifié en 1918 par le mycologue médecin japonais Tsutomi Ichimura et nommé d'après les symptômes : Clitocybe acromelalga,, du grec ancien « acro » (extrémité), « mel »  (membre ou articulation), et « alga » (douleur).
Considéré comme une curiosité exotique en Europe,,, jusqu'à ce qu'une intoxication impliquant 5 personnes en Savoie crée la surprise en 1996. L'enquête identifie un autre Clitocybe, sosie de Lepista inversa, décrit à l'origine du Maroc par Georges Malençon,: Clitocybe amoenolens retrouvé  dans les Alpes françaises par M. Bon en 1987, et dont on ignorait alors sa toxicité,. Depuis, d'autres cas d'intoxications par C. amoenolens ont été diagnostiqués en Italie, puis en Turquie. En 2001, des recherches portant sur la bibliographie médicale et mycologiques démontrent l'existence d'un cas précédent datant de 1979 où une femme de 58 ans et sa fille de 35 ans ont consommé ce qu'elles avaient identifiés comme des Petit-gris cueillis à 15 km du lieu de l'intoxication de 1996,.
Ces deux espèces provoquent, 24 heures à 3 jours après ingestion, une érythermalgie des extrémités (doigts, orteils, pénis) des paresthésies de type « brûlures ». Des douleurs aiguës intenses se manifestent dans un deuxième temps, évoluant par paroxysmes, notamment nocturnes, réalisant une véritable torture au fer rouge résistant aux antalgiques, empêchant le sommeil, aggravées par la chaleur et la mobilisation, et temporairement soulagées par bains dans l'eau glacée. À l'admission, un œdème remontant jusqu'au-dessus des chevilles, dur, rouge, chaud avec une hypersudation, mais sans trouble trophique. Les troubles, généralement non mortels, régressent lentement au bout de plusieurs mois : 3 à 6 mois pour la douleur et jusqu'à un an pour les paresthésies.
Une douzaine de toxines ont été isolées par les chimistes japonais à partir de Clitocybe acromelaga, dont des acides aminés proches de l'acide kaïnique, agoniste du glutamate, l'acide acromélique A et B, la clitidine et la clithionéine,

#### Diagnostic d’érythermalgie
Il doit être posé quand on est en présence de trois critères majeurs et de deux critères mineurs.
Critères majeurs :
- Évolution de l’affection par crises paroxystiques
- Douleurs typiques (brûlures, morsures, broiements)
- Rougeur des territoires concernés durant la crise

Critères mineurs :
- Déclenchement des crises par la chaleur ou l’exercice ou l’orthostatisme
- Soulagement des douleurs par le froid ou le repos ou l’élévation du membre atteint
- Augmentation de la chaleur locale pendant la crise
- Sensibilité des symptômes à l’aspirine

### Syndrome paxillien

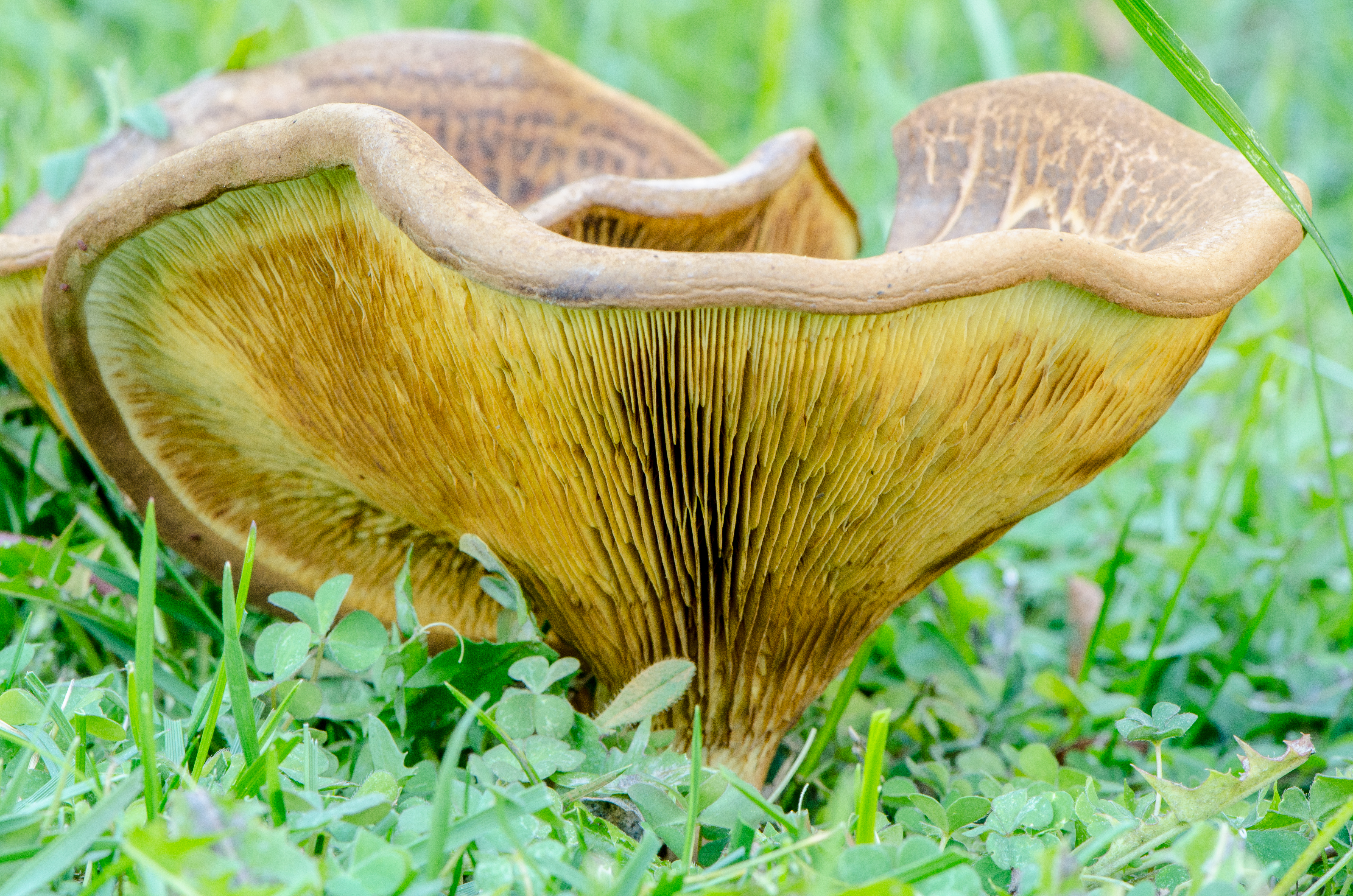
Le paxille enroulé (Paxillus involutus).

C'est un syndrome rare, encore mal compris, qui pourrait s'apparenter plutôt à une allergie alimentaire. Il survient 1 à 2 heures après un repas « déclencheur », chez des sujets préalablement sensibilisés par plusieurs repas sans conséquences. Les symptômes sont des troubles digestifs, un collapsus, des signes d'anémie et une insuffisance rénale aiguë. Les formes graves se traduisent par une anémie hémolytique aiguë qui nécessite le recours à l'exsanguino-transfusion.
L'espèce responsable est le paxille enroulé (Paxillus involutus), qui est pourtant donné comme bon comestible dans de nombreux ouvrages de mycologie. Les personnes intoxiquées ont indiqué avoir déjà consommé le champignon à plusieurs reprises sans aucun problème. Le mécanisme allergique (après sensibilisation progressive) est donc privilégié pour expliquer ce syndrome et on a mis en évidence l'apparition d'anticorps anti-extrait paxillien.

### Autres syndromes
Un syndrome de rhabdomyolyse a été observé en France (12 cas dont 3 décès dans les années 1990) et en Pologne, après ingestion d'un champignon proche du tricholome équestre, à savoir tricholoma auratum. Le tricholome équestre avait une bonne réputation de comestibilité sous le nom populaire de « bidaou ». Il semble que des facteurs génétiques ou une consommation massive jouent un rôle dans ce syndrome. La vente de tricholome équestre et d'espèces proches est interdite en France depuis 2005.
Des atteintes du système nerveux central ont été signalées en Allemagne (encéphalopathie par Hapalopilus rutilans) ; au Japon (encéphalopathie convulsivante par Pleurocybella porrigens) ; en France (syndrome cérébelleux par confusion d'espèces toxiques de morilles avec les espèces comestibles).
Des « épidémies » de mort subite ont été décrites en Chine. Dans la province du Yunnan, une maladie saisonnière dite mort subite inexpliquée du Yunnan, survenant chez des villageois depuis des décennies, a été finalement attribuée à des cardiotoxines provenant de l'ingestion de Trogia venenata, de la famille des Marasmiaceae. L'incidence de la maladie a fortement diminué avec une campagne publique d'information. De même, en 2005, une petite épidémie analogue d'une dizaine de cas, s'est produite dans la province du Jiangxi, par ingestion d'Amanita franchetii et de Ramaria rufescens.

Podostroma cornu-damae (Pat.) Hongo & Izawa 1994
Kaen-také, Cornes de daim rutilantes, Champignon flamboyant (カエンタケ)
Champignon très dangereux, même à la manipulation (brûlures et desquamation!), mortel si ingéré, le Kaen-také ("champignon flamboyant") emblème des Samouraïs par sa forme de Kabuto et sa couleur de feu, continue de nos jours de défier les machos qui le consomment par bravade, comme ce fut le cas en 1999 à Niigata : cinq adultes se sont partagé un morceau de 3 cm macéré dans l'eau de vie : l'un d'eux décède dans d'horribles souffrances deux jours après avoir consommé environ un gramme du champignon. L'année suivante un ramasseur de champignon décède également dans le département de Gunma, après avoir consommé un carpophore du champignon frit. L'Atlas de Materia Medica datant de l'ère Bunsei (1818 -1829) mentionne déjà le "poison foudroyant" du Kaen-také, en donnant la description d'une intoxication mortelle. La dose létale est extrêmement faible, seulement 3 g (poids frais des fructifications). Ont été rapportés 6 cas d'empoisonnement au Japon dont 3 décès.
Les symptômes apparaissent en peu de temps, environ 10 minutes après l'ingestion.
- Les premiers symptômes sont digestifs, avec des douleurs abdominales, vomissements et diarrhée.
- Puis des paresthésies, engourdissement des membres, étourdissements, difficultés respiratoires et déficience des globules blancs et plaquettes avec échec de la fonction hématopoïétique, ulcérations dermiques dans tout l'organisme, insuffisance hépatique, insuffisance rénale et insuffisance respiratoire, taux de létalité élevé.
- Les séquelles des survivants consistent en l'atrophie du cervelet et de la langue, troubles du mouvement ou perte de cheveux et desquamation de la peau.

Trois mycotoxines ont été identifiées en 2001 par Mademoiselle SAIKAWA Y., MM. OKAMOTO H. & INUI Y., de type trichotecene : roridine E, verrucarine J, et satratoxine H.

#### Autres risques
- Allergie respiratoire et cutanée des professionnels au contact des spores
- Comestibles contaminés par un micro-organisme ou une mycotoxine, sur pied ou lors du stockage
- Comestibles contaminés par l'environnement : xénobiotique (pesticides)